# حفل توزيع جوائز الأوسكار الخامس والخمسون
حفل توزيع جوائز الأوسكار الخامس والخمسون (بالإنجليزية: 55th Academy Awards)‏ هو حدث نظمته أكاديمية فنون وعلوم الصور المتحركة لتكريم أفضل الأفلام لسنة 1982. أقيم الحفل بتاريخ 11 أبريل، 1983 في جناح دوروثي تشاندلر، لوس أنجلوس. قامت شبكة هيئة الإذاعة الأمريكية ببثّ الحفل، وقدّمه ليزا مينيلي، دادلي مور، ريتشارد بريور، والتر ماثو. في هذه الدورة، فاز فيلم غاندي بجائزة أفضل فيلم، وحاز الممثّل بن كينغسلي على جائزة أفضل ممثّل، ونالت الممثلة ميريل ستريب جائزة أفضل ممثّلةٍ، وكانت جائزة الأوسكار لأفضل مخرج من نصيب المخرج ريتشارد أتينبورو.
أكثر الأفلام ترشيحاً للحصول على جوائز كان فيلم غاندي حيث تلقّى 11 ترشيحاً، بينما أكثرها فوزاً كان فيلم غاندي حيث فاز بـ 8 جوائز.

## الجوائز
- جائزة أفضل فيلم:

غاندي
- جائزة أفضل مخرج:

ريتشارد أتينبورو
- جائزة أفضل ممثّل:

بن كينغسلي
- جائزة أفضل ممثّلة:

ميريل ستريب
- جائزة أفضل ممثّل مساعد:

لويس جوست جونيور
- جائزة أفضل ممثّلة مساعدة:

جيسيكا لانج
- جائزة أفضل سيناريو مقتبس:

مفقود - كوستا غافراس
- جائزة أفضل موسيقى تصويريّة:

فيكتور فيكتوريا وإي تي
- جائزة أفضل تأثيرات بصريّة:

إي تي
- جائزة أفضل خلط أصوات:

إي تي

## وصلات خارجية
- حفل توزيع جوائز الأوسكار الخامس والخمسون على موقع IMDb (الإنجليزية)
- حفل توزيع جوائز الأوسكار الخامس والخمسون على موقع ميوزك برينز (الإنجليزية)
- الموقع الرسمي لجوائز الأكاديمية.
- الموقع الرسمي لأكاديمية فنون وعلوم الصور المتحركة.
- قناة جوائز الأوسكار على موقع يوتيوب (تُديره أكاديمية فنون وعلوم الصور المتحركة).
- مقتطفات فيديو من أكاديمية فنون وعلوم الصور المتحركة.